# Britta Lech-Hanssen
Britta Lech-Hanssen, född 10 februari 1916 i Narvik, död 22 februari 2007 i Spanien, var en norsk skådespelare.
Lech-Hanssen var engagerad vid Det Nye Teater och senare Oslo Nye Teater mellan 1947 och 1967. Därtill medverkade hon i åtta filmer 1950–1970 med debut i To mistenkelige personer.

## Filmografi
- 1950 – To mistenkelige personer
- 1953 – Brudebuketten
- 1953 – Den evige Eva
- 1955 – Polisen efterlyser
- 1961 – Et øye på hver finger
- 1961 – Norges söner
- 1964 – Alle tiders kupp
- 1970 – Døden i gatene